# Aarwangen (gemeente)
Aarwangen is een gemeente en plaats in het Zwitserse kanton Bern en maakt deel uit van het district Oberaargau.
Aarwangen telt 4.253 inwoners.

## Geboren
- Gottfried Egger (1830-1913), bierbrouwer

## Externe link

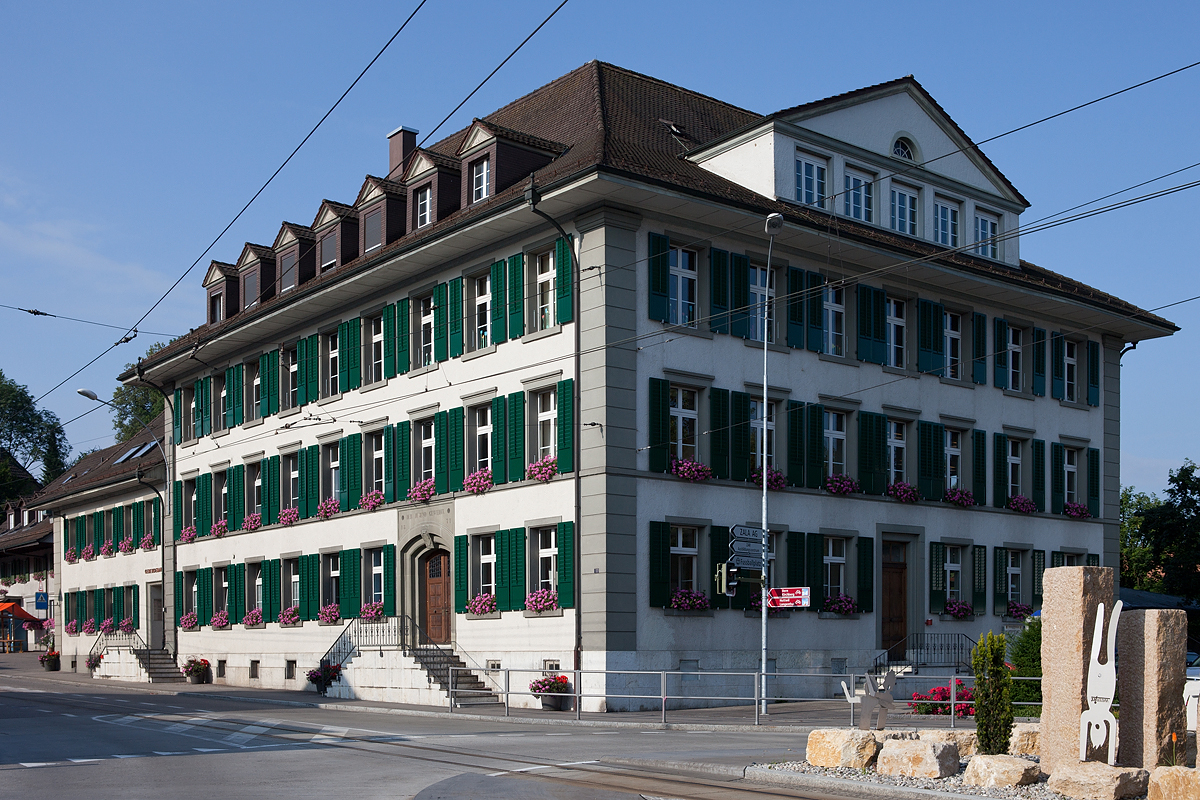
Het gemeentehuis van Aarwangen